# Ceratophaga xanthastis
Ceratophaga xanthastis är en fjärilsart som beskrevs av Edward Meyrick 1908. Ceratophaga xanthastis ingår i släktet Ceratophaga och familjen äkta malar. Inga underarter finns listade i Catalogue of Life.